# Olympische Sommerspiele 2024/Rudern – Zweier ohne Steuermann
Der Zweier ohne Steuermann im Rudern bei den Olympischen Spielen 2024 in Paris fand vom 28. Juli bis 2. August 2024 statt. Schauplatz der Wettkämpfe war die Regattastrecke Stade nautique de Vaires-sur-Marne im Ort Vaires-sur-Marne, der sich östlich des Großraums Paris befindet. Titelverteidiger ist das kroatische Brüderpaar Martin und Valent Sinković, die im Finale in Tokio in 6:15,29 Minuten zum Olympiasieg ruderten.

## Titelträger
| Olympische Spiele 2020       | Martin Sinković / Valent Sinković     | Tokio             |
| Weltmeisterschaften 2023     | Roman Röösli / Andrin Gulich          | Belgrad           |
| Panamerikanische Spiele 2023 | Alexander Hedge / Ezra Carlson        | Santiago de Chile |
| Asienspiele 2022             | Lam San Tung / Wong Wai Chun          | Hangzhou          |
| Europameisterschaften 2024   | Oliver Wynne-Griffith / Thomas George | Szeged            |

## Qualifikation
Die Qualifikation erfolgte hauptsächlich über die Weltmeisterschaften 2023. Die besten elf Nationen dort erhielten einen Quotenplatz für die Olympischen Spiele in Paris. Die verbleibenden zwei Startplätze wurden bei einer finale Qualifikationsregatta in Luzern im Mai 2024 vergeben.

## Vorläufe
Sonntag, 28. Juli 2024

### Vorlauf 1
| Rang | Bahn | Nation             | Athleten                                    | Zeit (min) | Qualifikation  |
| ---- | ---- | ------------------ | ------------------------------------------- | ---------- | -------------- |
| 1    | 1    | Spanien            | Jaime Canalejo Pazos, Javier García Ordóñez | 6:32,28    | Halbfinale A/B |
| 2    | 5    | Neuseeland         | Daniel Williamson, Phillip Wilson           | 6:32,44    | Halbfinale A/B |
| 3    | 2    | Irland             | Ross Corrigan, Nathan Timoney               | 6:32,69    | Halbfinale A/B |
| 4    | 3    | Schweiz            | Roman Röösli, Andrin Gulich                 | 6:32,71    | Hoffnungslauf  |
| 5    | 4    | Vereinigte Staaten | Billy Bender, Oliver Bub                    | 7:02,62    | Hoffnungslauf  |

### Vorlauf 2
| Rang | Bahn | Nation   | Athleten                              | Zeit (min) | Qualifikation  |
| ---- | ---- | -------- | ------------------------------------- | ---------- | -------------- |
| 1    | 4    | Kroatien | Martin Sinković, Valent Sinković      | 6:35,28    | Halbfinale A/B |
| 2    | 2    | Rumänien | Florin Arteni, Florin Lehaci          | 6:40,29    | Halbfinale A/B |
| 3    | 1    | Litauen  | Dovydas Stankūnas, Domantas Stankūnas | 6:44,59    | Halbfinale A/B |
| 4    | 3    | Italien  | Davide Comini, Giovanni Codato        | 6:50,25    | Hoffnungslauf  |

### Vorlauf 3
| Rang | Bahn | Nation         | Athleten                             | Zeit (min) | Qualifikation  |
| ---- | ---- | -------------- | ------------------------------------ | ---------- | -------------- |
| 1    | 2    | Großbritannien | Oliver Wynne-Griffith, Thomas George | 6:33,88    | Halbfinale A/B |
| 2    | 4    | Südafrika      | John Smith, Christopher Baxter       | 6:36,71    | Halbfinale A/B |
| 3    | 3    | Deutschland    | Julius Christ, Sönke Kruse           | 6:38,86    | Halbfinale A/B |
| 4    | 1    | Australien     | Patrick Holt, Simon Keenan           | 6:49,79    | Hoffnungslauf  |

## Hoffnungslauf
Montag, 29. Juli 2024
| Rang | Bahn | Nation             | Athleten                       | Zeit (min) | Qualifikation  |
| ---- | ---- | ------------------ | ------------------------------ | ---------- | -------------- |
| 1    | 3    | Schweiz            | Roman Röösli, Andrin Gulich    | 6:47,38    | Halbfinale A/B |
| 2    | 4    | Italien            | Davide Comini, Giovanni Codato | 6:50,31    | Halbfinale A/B |
| 3    | 1    | Vereinigte Staaten | Billy Bender, Oliver Bub       | 6:51,32    | Halbfinale A/B |
| 4    | 2    | Australien         | Patrick Holt, Simon Keenan     | 6:53,40    | –              |

## Halbfinale
Mittwoch, 31. Juli 2024

### Halbfinale A/B 1
| Rang | Bahn | Nation             | Athleten                                    | Zeit (min) | Qualifikation |
| ---- | ---- | ------------------ | ------------------------------------------- | ---------- | ------------- |
| 1    | 3    | Kroatien           | Martin Sinković, Valent Sinković            | 6:29,98    | A-Finale      |
| 2    | 6    | Schweiz            | Roman Röösli, Andrin Gulich                 | 6:32,18    | A-Finale      |
| 3    | 4    | Spanien            | Jaime Canalejo Pazos, Javier García Ordóñez | 6:36,30    | A-Finale      |
| 4    | 5    | Südafrika          | John Smith, Christopher Baxter              | 6:40,35    | B-Finale      |
| 5    | 2    | Litauen            | Dovydas Stankūnas, Domantas Stankūnas       | 6:43,60    | B-Finale      |
| 6    | 1    | Vereinigte Staaten | Billy Bender, Oliver Bub                    | 6:46,11    | B-Finale      |

### Halbfinale A/B 2
| Rang | Bahn | Nation         | Athleten                             | Zeit (min) | Qualifikation |
| ---- | ---- | -------------- | ------------------------------------ | ---------- | ------------- |
| 1    | 2    | Rumänien       | Florin Arteni, Florin Lehaci         | 6:29,86    | A-Finale      |
| 2    | 3    | Großbritannien | Oliver Wynne-Griffith, Thomas George | 6:31,56    | A-Finale      |
| 3    | 5    | Irland         | Ross Corrigan, Nathan Timoney        | 6:32,22    | A-Finale      |
| 4    | 4    | Neuseeland     | Daniel Williamson, Phillip Wilson    | 6:32,77    | B-Finale      |
| 5    | 6    | Italien        | Davide Comini, Giovanni Codato       | 6:45,86    | B-Finale      |
| 6    | 1    | Deutschland    | Julius Christ, Sönke Kruse           | 6:47,13    | B-Finale      |

## Finale

### A-Finale
Freitag, 2. August 2024

Anmerkung: zur Ermittlung der Plätze 1 bis 6
| Rang | Bahn | Nation         | Athleten                                    | Zeit (min) |
| ---- | ---- | -------------- | ------------------------------------------- | ---------- |
| 1    | 3    | Kroatien       | Martin Sinković, Valent Sinković            | 6:23,66    |
| 2    | 5    | Großbritannien | Oliver Wynne-Griffith, Thomas George        | 6:24,11    |
| 3    | 2    | Schweiz        | Roman Röösli, Andrin Gulich                 | 6:24,76    |
| 4    | 1    | Rumänien       | Florin Arteni, Florin Lehaci                | 6:25,61    |
| 5    | 4    | Spanien        | Jaime Canalejo Pazos, Javier García Ordóñez | 6:29,60    |
| 6    | 6    | Irland         | Ross Corrigan, Nathan Timoney               | 6:30,49    |

### B-Finale
Freitag, 2. August 2024

Anmerkung: zur Ermittlung der Plätze 7 bis 12
| Rang | Bahn | Nation             | Athleten                              | Zeit (min) |
| ---- | ---- | ------------------ | ------------------------------------- | ---------- |
| 7    | 3    | Neuseeland         | Daniel Williamson, Phillip Wilson     | 6:24,55    |
| 8    | 5    | Litauen            | Dovydas Stankūnas, Domantas Stankūnas | 6:25,94    |
| 9    | 4    | Südafrika          | John Smith, Christopher Baxter        | 6:27,11    |
| 10   | 6    | Vereinigte Staaten | Billy Bender, Oliver Bub              | 6:28,57    |
| 11   | 1    | Deutschland        | Julius Christ, Sönke Kruse            | 6:28,61    |
| 12   | 2    | Italien            | Davide Comini, Giovanni Codato        | 6:28,62    |

### Weiteres Klassement ohne Finals
| Rang | Nation     | Athleten                   | Zeit (min) |
| ---- | ---------- | -------------------------- | ---------- |
| 13   | Australien | Patrick Holt, Simon Keenan | –          |